# Broadgate Tower
Broadgate Tower – wieżowiec w Londynie, w Wielkiej Brytanii, o wysokości 165 m. Budowa trwała w latach 2005–2008, dłużej niż planowano, ponieważ podczas budowy odnaleziono po ziemią wiele obiektów o wartości archeologicznej. Budynek otwarto w 2009 roku, liczy on 33 kondygnacje.
Broadgate Tower została zaprojektowana przez amerykańskie biuro architektoniczne Skidmore, Owings and Merrill. Znajduje się ona w północno-wschodniej części City of London, na północ od stacji Liverpool Street. Został zbudowany w tym samym czasie co sąsiedni budynek, 201 Bishopsgate, a oba są oddzielone zadaszonym obszarem dla pieszych.
Broadgate Tower grał w filmie o agencie Jamesie Bondzie „Skyfall” jako szanghajski wieżowiec.